# DR V 120 001
DR V 120 001 – lokomotywa spalinowa wyprodukowana dla kolei niemieckich.

## Historia
W 1924 roku DR zleciło opracowanie lokomotywy spalinowej do prowadzenia pociągów pasażerskich na liniach głównych i podrzędnych. Wówczas przekładnie elektryczne i hydrauliczne nie zostały jeszcze opracowane, kluczowy problem przenoszenia napędu między silnikiem i kołami dla dużych lokomotyw spalinowych został rozwiązany za pomocą przekładni pneumatycznej.
Testy tej przekładni doprowadziły do wyprodukowania w 1927 roku lokomotywy spalinowej początkowo oznakowanej jako V 3201. Lokomotywa w 1929 roku została wprowadzona do eksploatacji. Została przyporządkowana do Reichsbahndirektion w Stuttgarcie oraz w 1930 roku otrzymała oznaczenie V 120 001 (według zależności od mocy silnika wynoszącej 883 kW).
Lokomotywa nie sprawdziła się w prowadzeniu pociągów i w 1933 roku została wycofana z eksploatacji. Później wyprodukowano lokomotywę V 140 001 z hydraulicznym układem przenoszenia mocy.

## Konstrukcja
Pochodzący z łodzi podwodnej 6-cylindrowy silnik wysokoprężny produkcji zakładów Maschinenfabrik Augsburg-Nürnberg został połączony z dwustopniową sprężarką o nadciśnieniu roboczym 7 atm. Powietrze ogrzewało się za pomocą gazów spalinowych z silnika w wymienniku ciepła do 350 °C, w celu dostarczenia dodatkowej energii w postaci ciepła. Sprężone powietrze napędzało lokomotywę przez trzy osie wiązane podobnie jak w silnikach parowych: poprzez rozprężanie w cylindrach o średnicy 700 mm. Lokomotywa posiadała rozrząd Heusingera analogiczny do zastosowanego w lokomotywie parowej.
Nadwozie lokomotywy było wyposażone w kabinę maszynisty na każdym końcu tak, by była możliwa jazda w obu kierunkach. Na ścianach czołowych zamontowano wielkie chłodnice silnika.